# Los muertos, la carne y el diablo
Los muertos, la carne y el diablo es una película española de terror fantástico estrenada en 1974, escrita y dirigida por José María Oliveira y protagonizada en los papeles principales por Carlos Estrada y Patricia Wright.
La película tuvo una escasa difusión en su estreno y una nula comercialización en formato doméstico. No obstante, en 2017 fue editada por primera vez en formato DVD a nivel mundial por el fanzine El buque maldito.

## Sinopsis
Juan Ardenas, un escritor con grandes convicciones católicas, mantiene una relación sentimental con Luisa. Un día ella aparece asesinada. Tiempo después Juan busca refugio en un convento donde escucha la leyenda de Fray Elías, un monje que una noche fue trasladado al mundo de los muertos. Poco después, un misterioso monje aparece en la habitación de Juan ordenándole que le acompañe al reino de los espíritus.

## Reparto
- Carlos Estrada como Juan Arenas.
- Patricia Wright como Luisa.
- Emiliano Redondo
- José María Blanco
- Manuel de Blas
- Adriano Domínguez
- Antonio Mayans
- Milo Quesada